# Флетчер (Оклахома)
Флетчер (англ. Fletcher) — місто (англ. town) в США, в окрузі Команчі штату Оклахома. Населення — 1204 особи (2020).

## Географія
Флетчер розташований за координатами 34°49′35″ пн. ш. 98°14′29″ зх. д. / 34.82639° пн. ш. 98.24139° зх. д. (34.826408, -98.241357).  За даними Бюро перепису населення США в 2010 році місто мало площу 2,13 км², уся площа — суходіл.

## Демографія
Згідно з переписом 2010 року, у місті мешкало 1177 осіб у 478 домогосподарствах у складі 329 родин. Густота населення становила 552 особи/км².  Було 544 помешкання (255/км²).
Расовий склад населення:
| - 87,0 % — білих - 5,1 % — корінних американців - 1,9 % — чорних або афроамериканців - 0,3 % — вихідців з тихоокеанських островів - 0,3 % — азіатів |

До двох чи більше рас належало 4,8 %. Частка іспаномовних становила 4,1 % від усіх жителів.
За віковим діапазоном населення розподілялося таким чином: 25,7 % — особи молодші 18 років, 57,1 % — особи у віці 18—64 років, 17,2 % — особи у віці 65 років та старші. Медіана віку мешканця становила 37,3 року. На 100 осіб жіночої статі у місті припадало 85,4 чоловіків;  на 100 жінок у віці від 18 років та старших — 84,4 чоловіків також старших 18 років.
Середній дохід на одне домашнє господарство  становив 55 796 доларів США (медіана — 48 600), а середній дохід на одну сім'ю — 65 175 доларів (медіана — 51 731). Медіана доходів становила 43 990 доларів для чоловіків та 28 977 доларів для жінок. За межею бідності перебувало 8,0 % осіб, у тому числі 11,0 % дітей у віці до 18 років та 6,3 % осіб у віці 65 років та старших.
Цивільне працевлаштоване населення становило 415 осіб. Основні галузі зайнятості: виробництво — 20,7 %, освіта, охорона здоров'я та соціальна допомога — 19,3 %, будівництво — 12,5 %, транспорт — 10,4 %.